# دانشگاه برمن

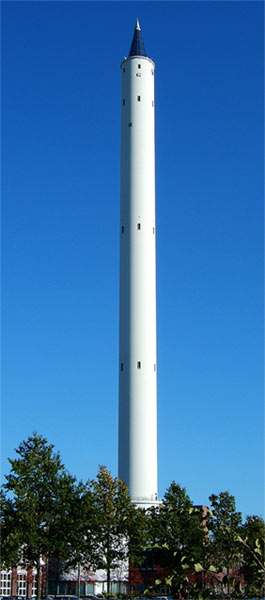
برج سقوط (سارم)

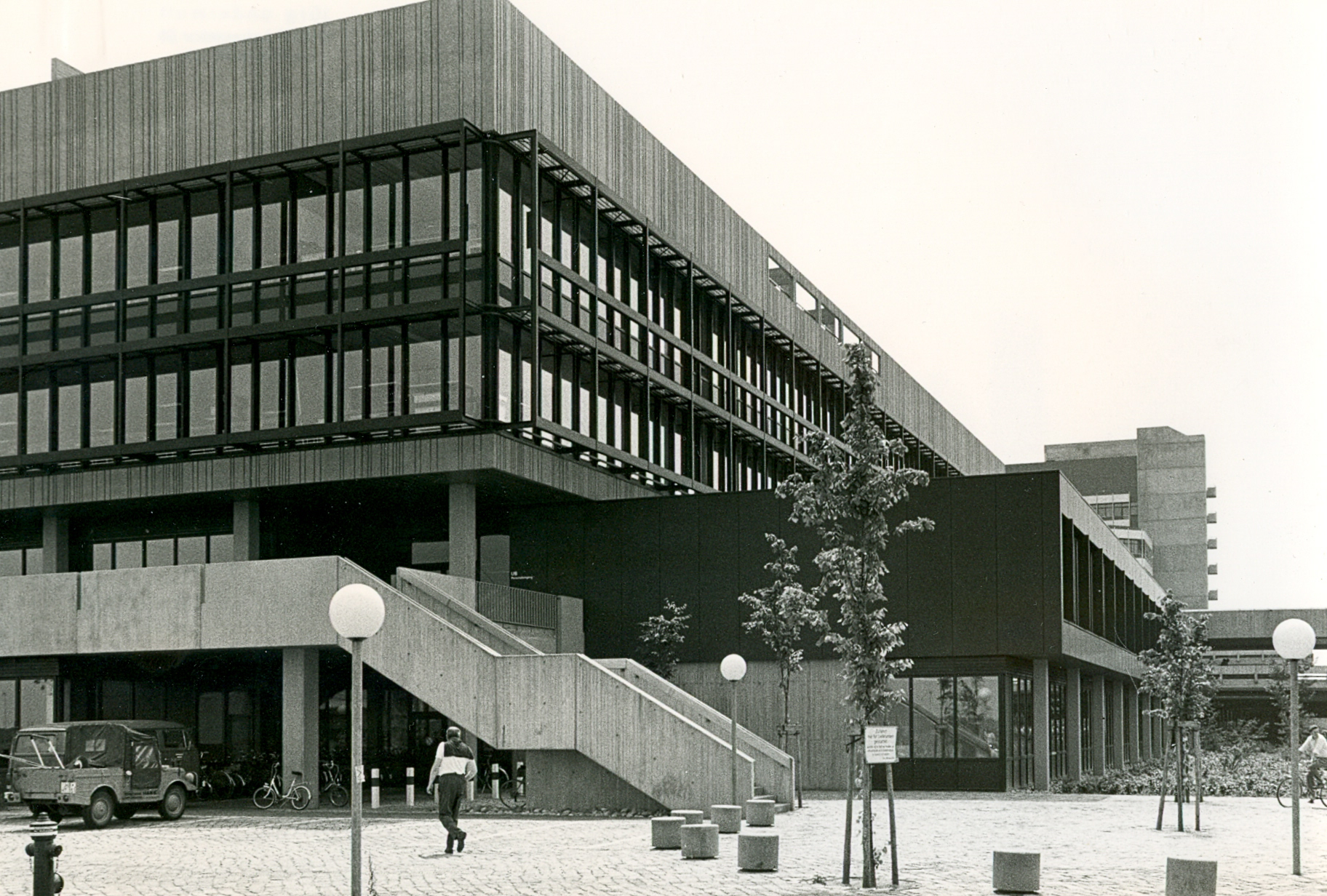
کتابخانهٔ دانشگاه برمن

دانشگاه برمن (به آلمانی: Universität Bremen) یک دانشگاه تحقیقاتی دولتی در برمن واقع در ایالت برمن آلمان است که در سال ۱۹۷۱ میلادی پایه‌گذاری شده‌است. این دانشگاه با حدود ۲۰٬۰۰۰ دانشجو و بیش از ۱٬۵۰۰ محقق علمی بزرگترین مرکز آموزشی ایالت برمن می‌باشد.
در این دانشگاه از سال ۱۹۹۱، تحقیقات حول ابزار و وسایل نظامی قابل پذیرش نیست.

## دانشکده‌ها
دانشگاه برمن دارای ۱۲ دانشکده است که حدود ۸۰ رشته تحصیلی را پوشش می‌دهند. دانشکده‌های آن عبارتند از:
1. فیزیک و مهندسی برق
2. زیست‌شناسی و شیمی
3. ریاضی و رایانه
4. مهندسی صنایع، مهندسی مکانیک و مهندسی فرایند
5. علوم جغرافیا
6. حقوق
7. اقتصاد
8. علوم اجتماعی
9. مطالعات فرهنگی
10. زبان‌شناسی و ادبیات
11. علوم بهداشت
12. علوم پرورشی